# Welcome to DJ Antoine
Welcome to DJ Antoine, auch 2011, ist das neunte Studioalbum von DJ Antoine. Es besteht aus zwei beziehungsweise drei CDs und wurde am 27. Mai 2011 veröffentlicht.

## Hintergrund
DJ Antoine gab erstmals im Januar 2011 bekannt, dass er am 14. Mai 2011 ein Album veröffentlichen wird. Auf seinem YouTube-Kanal lud er ab April 2011 Videos des Presswerkes oder Ankündigungen durch Werbespots hoch. Das Album wurde in drei verschiedenen Varianten veröffentlicht: Die Standard-Version, die aus zwei CDs besteht, eine limitierte Auflage mit drei CDs und eine Deluxe-Box, die neben drei CDs auch eine spezielle DJ Antoine-Sonnenbrille und fünf handsignierte Postkarten enthält. Auf der Titelliste sind bei mehreren Liedern nicht die Gastmusiker beziehungsweise Sänger angegeben. Bei einer Vielzahl von Songs wirkt der Schweizer Sänger Maury, der schon bei frühere Hits wie All We Need, Apologize oder When The Rain Has Gone gesungen hatte, wirkte auch auf dieser CD bei vielen Tracks sowohl als Sänger, als auch als Songwriter und Produzent mit. Das Lied Amanama [Money] ist eine Neuaufnahme des Liedes Arabian Adventure 2 von Antoine aus dem Jahr 2007, bei der der russische Rapper Timati lediglich Vocals beisteuerte und der Refrain ein neues Instrumental erhielt.

### Beschreibung der CDs
erste CD (↓ Titelliste)
Die erste CD gilt als eigentliches Album und besteht ausschließlich aus neuen Liedern, neuen Remixen oder bereits früher veröffentlichten Non-Album-Singles. Verschiedene, oftmals nicht erwähnte Musiker wirken hier mit. Bei allen Liedern wurde DJ Antoine von seinem Studiopartner und guten Freund Mad Mark an den Instrumenten, Produktion oder beim Mixen unterstützt. Ebenfalls sind Coversongs, wie zum Beispiel Welcome to St. Tropez von Timati & BlueMarin, vorhanden.
zweite CD (↓ Titelliste)
CD Nummer zwei ist die Schweizer Version von Welcome to DJ Antoine, 2011. Deshalb trägt diese auch den Namen 2011-DJ Antoines Club Anthems of the Year 2011 Man findet die Tracks der ersten CD in Extended-Remix-Form in einander übergehend, quasi als ein DJ Mix. Einige Tracks wie Sunlight sind als Instrumental-Version oder wie Ma Chérie als Remix zu finden. Einige, wenige Lieder sind auf dieser CD erstmals enthalten, das bedeutet nicht auf CD 1 zu finden. Darunter sind I Feel oder Gägenwart. In Download-Portalen wie Amazon oder iTunes ist er nur als 1:19-stündiger Einzel-Track verfügbar.
dritte CD (↓ Titelliste)
Die dritte CD liegt nur der Limited Edition bei. Sie besteht aus einem Special DJ-Mix, der ausgewählte wichtige Lieder seiner gesamten DJ-Karriere enthält. Die Tracks gehen auch hier wieder ineinander über. Es wurden hierfür nicht die Radio-Versionen, sondern die Extended Versionen der Songs verwendet. Auch dieser ist in Download-Portalen nur als 1:18-stündiger Einzel-Track verfügbar.

### Veröffentlichung
Welcome to DJ Antoine erschien ausschließlich in Europa. In den ausgewählten Ländern wurde es jeweils zu verschiedenen Zeitpunkten über verschiedene Plattenlabel veröffentlicht. Zudem gab es jeweils unterschiedliche Anzahlen der Songs. In einem Land mehr und im anderen weniger. Zudem wurden die Alben in den Ländern verschiedenen betitelt. In der Schweiz führte Antoine die Jahreszahl-Reihe und veröffentlichte es hier als 2011. In Deutschland, Spanien etc. wurde es als sein Debüt-Album, unter dem Titel Welcome to DJ Antoine herausgebracht.

### Veröffentlichungsdaten(Auswahl)
| Land               | Datum            | Titelanzahl | Label              |
| ------------------ | ---------------- | ----------- | ------------------ |
| Deutschland        | 12. August 2011  | 41          | Kontor Records     |
| Italien            | 1. Juni 2012     | 28          | X-Energy Records   |
| Schweiz            | 27. Mai 2011     | 22          | Global Productions |
| Spanien            | 24. Januar 2012  | 22          | Roster Music       |
| Vereinigte Staaten | 11. Oktober 2011 | 18          | Ultra Records      |

## Rezeption

### Kritik
Ein Kritiker der Seite Rate Your Music bewertete das Album positiv und schrieb:

„[…]Man merkt seinem Sound an, dass er irgendwann einmal durch den House-Eingang gekommen ist, gleichwohl bedient er sich auch beim Eurodance bis hin zu reinem (Dance)-Pop. Die erste CD von Welcome to DJ Antoine bietet gleich neunzehn zumeist sehr eingängige Nummern, in denen er sich stets mit Sänger/inn/en oder Rappern umgibt. Da heißt es dann regelmäßig 'DJ Antoine vs. XY feat. YX' oder ähnlich. Das Songangebot ist musikalisch so vielfältig, dass man es hier auch mit einer Hitcompilation nach dem Motto 'The Best Of Dance Pop 2011' zu tun haben könnte. Das sorgt zwar für Abwechslung, erleichtert allerdings nicht gerade die Identifikation mit dem Künstler. Mit am besten gefallen mir die beiden Nummern ‚Bleu Infini‘ und ‚Paris, Paris‘, in denen statt Englisch Französisch gesungen wird. Das passt einfach gut und klingt total sympathisch. Sollte er viel öfter machen, der Antoine! Der Hit ‚Welcome to St. Tropez‘ ist in zwei Versionen zu hören. Auf der anderen CD wartet der 'DJ Antoine Special DJ Mix’ auf geneigte Hörer und Tänzer. Hier gewährt er uns mit achtzehn Tracks einen akustischen Einblick in seine digitale Hexenküche. Es gibt noch dominantere Bässe, viel mehr Soundeffekte und auch schon mal längere instrumentale Passagen für den Dancefloor, ohne dabei allerdings die 'hypnotische' Wirkung (sprich: ständige Wiederholungen bestimmter Passagen) zu übertreiben. Alles ist sehr tanzbar, bleibt aber letztlich doch songorientiert. Insgesamt handelt es sich bei Welcome to DJ Antoine um ein sehr kommerzielles Doppelalbum ohne Anspruch auf Hipness/Coolness oder kulturellen Tiefgang. Es soll Spaß machen – und genau das tut denn es auch meistens.“

### Erfolge
Innerhalb von nur wenigen Stunden stand das Album auf Platz eins der deutschen, österreichischen und Schweizer iTunes-Album-Charts. In Deutschland stieg es in der ersten Woche auf Rang 8 der offiziellen Album-Charts ein. In Österreich wurde Platz 16 verbucht und in der Schweiz erreichte das Album die Chartspitze der Album-Charts. In Frankreich erreichte Antoine Platz 74 mit dem Album. Zudem konnte sich die CD über ein Jahr in den Deutschen Charts platzieren und auch in Österreich und der Schweiz war es sehr lange vertreten. In den Deutschen-Album Jahrescharts erreichte das Album im Jahre 2011 Platz 91 und 2012 Platz 30. In Österreich konnte Welcome to DJ Antoine 2011 Rang 109 und Platz 23 im Jahr 2012 erreichten. In der Schweiz stand das Album 2011 im Jahr 2011 auf Nummer 14.
Im Mai 2012 bekam DJ Antoine in Deutschland für Welcome to DJ Antoine und Ma Chérie parallel, jeweils für 100.000 verkaufte Einheiten, eine Goldene Schallplatte verliehen. Für Welcome to St. Tropez war es bereits im Jahr 2011 soweit. Hierfür erhielt er sogar Platin für mehr als 300.000 Verkäufe. Ebenfalls 2012 konnte DJ Antoine in der Schweiz Platinstatus für 2011 und 3-fach Platin für Welcome to St. Tropez, sowie 4x Platin für Ma Chérie erreichen.

### Chartplatzierungen
| ChartsChartplatzierungen | Höchstplatzierung | Wochen |
| ------------------------ | ----------------- | ------ |
| Deutschland (GfK)        | 8 (51 Wo.)        | 51     |
| Österreich (Ö3)          | 16 (56 Wo.)       | 56     |
| Schweiz (IFPI)           | 1 (38 Wo.)        | 38     |

| ChartsJahrescharts (2011) | Platzierung |
| ------------------------- | ----------- |
| Schweiz (IFPI)            | 8           |

| ChartsJahrescharts (2012) | Platzierung |
| ------------------------- | ----------- |
| Deutschland (GfK)         | 82          |
| Österreich (Ö3)           | 69          |

### Auszeichnungen für Musikverkäufe
| Land/Region        | Auszeichnungen für Musikverkäufe (Land/Region, Auszeichnung, Verkäufe) | Verkäufe  |
| ------------------ | ---------------------------------------------------------------------- | --------- |
| Deutschland (BVMI) | Gold                                                                   | (100.000) |
| Europa (IFPI)      | Diamant                                                                | 200.000   |
| Schweiz (IFPI)     | Platin                                                                 | (30.000)  |
| Insgesamt          | 1× Gold · 1× Platin · 1× Diamant ·                                     | 200.000   |

## Weitere Album-Versionen

Cover der Remix-Version von Welcome to DJ Antoine

### Welcome to DJ Antoine Remixed
Am 28. Oktober 2011 erschien Welcome to DJ Antoine Remixed. Hierbei handelt es sich um das Original Release, bloß, dass alle Songs des Original-Albums in Remix-Form vorhanden sind. Beispielsweise ist Welcome to St. Tropez nicht als „Radio Edit“, sondern als „Stereo Palma Remix“ vorhanden. Zudem ist ein DJ Antoine Deluxe Megamix vorhanden. Dies ist ein 16-minütiger DJ Mix, in dem bei vielen Songs ein A-cappella-Part eines Liedes, beispielsweise von I’m On You, über ein Instrumental eines anderen Tracks gespielt wurde, beispielsweise auf Song to the Sea. Das heißt, das A-cappella von I’m On You wurde auf das Instrumental von Song to the Sea gespielt. Dieser Mix war trotz großer Nachfrage auf einzelne Mash-Ups in Downloadportalen nur als Einzel-Track verfügbar. Die Verkäufe wurden zum Original-Release hinzugezählt, somit konnte das Album keine eigene Chartplatzierung erreichen.

### Welcome to DJ Antoine (2k12 Deluxe Edition)
Am 2. Juli 2012 erschien eine weitere Version des Albums diese enthält die erfolgreichsten Songs der Standardversion wie zum Beispiel Welcome to St. Tropez oder Ma Chérie 2k12, sowie einige weitere große Erfolge seiner Karriere wie zum Beispiel Move On Baby. Für das Jahr 2012 war eigentlich Sky Is the Limit geplant, da es aber voraussichtlich erst 2013 fertig gestellt werden konnte, wurde diese 2k12-Version von Welcome to DJ Antoine als so genannter Lückenfüller für das Jahr 2012 veröffentlicht und ersetzte somit das DJ Antoine-Album für das Jahr 2012. Auch die Verkäufe dieser CD wurden zu der Original Welcome to DJ Antoine-Version gezählt.

## Singles

### CD-Singles

#### Welcome to St. Tropez
Welcome to St. Tropez war die erste Single-Auskopplung des Albums. Sie erschien zwei Monate vor dem Album am 21. März 2011. Das Musikvideo wurde bereits am 16. Februar 2011 auf dem offiziellen YouTube-Kanal des Plattenlabels Kontor Records freigegeben. Ursprünglich stammt das Lied aus dem Jahre 2010 von Timati allein, zusammen mit BlueMarine. Es trug denselben Titel und wurde in Russischer Sprache gesungen. Im Video sind DJ Antoine und Timati bei mehreren Live-Auftritten zu sehen. Ebenso werden beide auf Jachten, Pressekonferenzen, bei Interviews und vielen weiteren Punkten ihrer Karriere gezeigt. In Deutschland stieg Welcome to St. Tropez auf Rang 79, in Österreich auf Platz 67 und in der Schweiz auf Platz 42 ein. Woche für Woche arbeitete sich der Track hoch und erreichte schließlich in allen drei Ländern eine Top-fünf-Position. In Deutschland Platz 3, in Österreich Platz 5 und in der Schweiz Platz 2. Zudem war das Lied über ein Jahr in den Charts vertreten.

#### Sunlight

Single-Cover von Sunlight

Sunlight wurde als zweite Single des Albums ausgewählt und wurde am 29. Mai 2011, zwei Tage nach dem Album, veröffentlicht. Die Single nahm DJ Antoine zusammen mit dem belgischen Sänger Tom Dice, der durch den ESC 2010 bekannt wurde, auf. Das offizielle Musikvideo erschien am 16. September 2011 auf Kontor.TV. Es beginnt mit DJ Antoine, der aus einem Club in St. Tropez kommt und Tom Dice, der an einer Küste in Paris entlang geht. Er schreibt Antoine eine SMS mit der Frage „Ready for the party tonight?“ (Bereit für die Party heute Nacht?). Antoine liest diese und ein Bild erscheint, in dem der Weg nach Paris mit mehreren Hindernissen bzw. einigen Zwischenstopps eingezeichnet ist. Die Punkte sind:
- Boat: Er fährt mit einer jungen Frau mit einem Boot bis zur Hälfte eines Flusses. Dort springt er mit Taucherausrüstung in das Wasser und taucht schließlich bei Punkt zwei wieder auf.

- Cliff: DJ Antoine muss die Kliff-Kante erklimmen. Dann schwingt er sich auf den großen Felsen und wandert bis zum Waldrand, wo Punkt drei auf ihn wartet.

- Car: Er fordert ein Taxi oder eine Chauffeurin an. Diese fährt ihn innerhalb kürzester Zeit durch den Wald. Antoine springt aus dem Wagen und ihn erwartet Punkt vier.

- Helicopter: Antoine kontaktiert, während des Sonnenuntergangs einen Helikopter, der kurze Zeit später ankommt. Er hängt sich an die Kufe und klettert am Ziel eine Strickleiter hinunter. Somit sind die Punkte abgehakt und er muss nur noch zur Party.

- Paris: DJ Antoine ist angekommen schlägt einen Salto über ein Auto, läuft zum Treffpunkt, begrüßt Tom Dice und gemeinsam gehen sie zu ihrem gemeinsamen Auftritt.

Der Song wurde nur in der Schweiz als Single veröffentlicht. In Deutschland und Österreich erschien er nur zum Download als „iTunes-Single“ und als Album-Track. In den deutschen Single-Charts konnte das Lied durch zahlreiche Downloads bis auf Platz 85 steigen und konnte 4 Wochen in den Charts verweilen. In Österreich stieg der Song für eine Woche auf Platz 51 ein. In der Schweiz erreichte das Lied sogar die Top-10 und wurde mit Gold ausgezeichnet.

#### Ma Chérie

Single-Cover von Ma Chérie

Ma Chérie war die dritte Single-Auskopplung am 28. Oktober 2011 als neue Version. Als Feature wurden The Beat Shakers, ein serbisches DJ-Duo, die das Originale Ma Chérie zusammen mit Alberto bereits 2009 veröffentlichten, angegeben. Eine erste Cover-Version von DJ Antoine wurde bereits 2010 in der Schweiz als Single herausgebracht, wurde aber im Jahre 2011 von Antoine und Mad Mark neu aufgenommen und auch in Deutschland und Österreich veröffentlicht. Ebenso erschien zu diesem Mix auch ein neues Musikvideo. Dieses wurde parallel zur Single-Veröffentlichung am 28. Oktober 2011 von Kontor.TV hochgeladen. Es handelt von DJ Antoine und seiner Suche nach seiner Liebe. Am Anfang des Videos geht er in ein Geschäft und kauft eine Flasche Sky Vodka, eine Marke seiner Sponsoren, schaut auf die Uhr und geht zu einem Treffen in einem Lokal. Dort begrüßt er seine Freunde und sie spielen Flaschendrehen. Der Flaschenhals zeigt auf eine hübsche Dame ihm gegenüber und sie springt auf. Antoine steht auch auf und will sie umarmen doch auf einmal hält die Zeit an und er schaut verwirrt um sich. Dann erscheint neben der Frau eine Darstellung auf der, neben einem roten Balken, das Wort „Bad“ zu lesen ist. Dies bedeutet, dass es nicht die perfekte Partnerin für ihn ist. Dann dreht sich die Zeit zurück und Antoine steht wieder völlig verwirrt im Laden. Er bezahlt die Flasche, schaut auf seine Uhr und geht zu einem weiteren Treffen in einem Casino. Er begrüßt wieder seine Freunde und die spielt eine Runde Poker. Wieder bleibt die Zeit stehen, als er einer jungen Frau gratulieren will und die Darstellung mit dem Schriftzug „Bad“ erscheint. Er steht erneut verwirrt an der Kasse im Geschäft. Ein drittes Mal bezahlt er, geht zu seinen Freunden in einem Restaurant. Wieder spielen sie Flaschen drehen und ein erneutes Mal bleibt die Zeit stehen und es erscheint das Wort „Bad“, als er eine hübsche Frau in den Arm nehmen wollte. Genervt steht er schon wieder an der Kasse und geht nun ohne Flasche aus dem Laden, die Straße entlang, doch auf einmal stolpert er über eine Flasche Sky Vodka, welche auf eine junge, hübsche Frau mit dem Getränk in der Hand deutet. Eine Rückblende zeigt wie sie die Flasche kauft, als Antoine bereits an der Kasse stand. Es erscheint wieder eine Darstellung, doch diesmal steht das Wort „Perfect“ neben einem grünen Balken, dies bedeutet er hat die Richtige gefunden. Bereits DJ Antoines Original-Version konnte auf Platz 21 in der Schweiz und etwas tiefer auch in Deutschland und Österreich die Charts erreichen. Durch die neue CD-Single-Veröffentlichung der Remix-Version 2011 konnte die Single noch höher und schließlich bis in die Top-10 der Single-Charts des gesamten Deutschsprachigen Raumes Europas steigen. Zudem steht Ma Chérie in der Schweiz hinter DJ Ötzis Ein Stern auf Platz 2 der erfolgreichsten Lieder aller Zeiten. In Deutschland auf Platz 34 und in Österreich auf Platz 8.

#### I’m On You

Single-Cover von I’m On You

I’m On You wurde als vierte Single-Auskopplung veröffentlicht. Sie erschien am 10. Februar 2012 als Single. Als Gastmusiker wirken hierbei Timati und P. Diddy mit seiner Band Dirty Money mit. Im Original stammt der Song von Timati, P. Diddy und Dirty Money allein aus dem Jahr 2010. Das offizielle Musikvideo wurde am 21. Januar 2012 auf den offiziellen Kontor Records-YouTube-Kanal hochgeladen. Im Video sind anfangs Timati mit seiner Freundin wartend an einer Hubschrauber Landestelle zu sehen. Daraufhin kommt Diddy mit seinen zwei Assistentinnen (Dirty Money) in einem Helikopter angeflogen und kommt an Timatis Landeplatz zum Stehen. Sie begrüßen sich und P. Diddy gibt ihnen einen Auftrag, in dem sie sich bei der Party eines Millionärs einschleichen sollen und unbemerkt dessen Tresor ausräumen sollen. Dann soll seine Villa gesprengt und somit die Beweise vernichtet werden. Der Plan erfolgt, doch Timati und seine Freundin machen sich mit dem Geld aus dem Staub und hauen mit seiner Jacht ab. Doch der Kapitän steckt auf Diddys Seite und flieht vom Schiff. Somit sind Timati und seine Freundin allein auf dem Meer. Das Ende ist offen und somit ist nicht klar wie es weiter geht. Auch I’m On You stürmte die Charts im nu. In Deutschland war die Höchstposition zwar nur Platz 50, dennoch konnte die Single 10 Wochen in den Charts verweilen. Zudem konnte der Song die Schweizer Charts erreichen.

#### Shake 3x

Single-Cover von Shake 3x

Shake 3x war die fünfte Single aus dem Album. Sie wurde am 16. März 2012 veröffentlicht. Als Feature sind hierbei Rene Rodrigezz und MC Yankoo angegeben. Der Song ist ein Remix des Songs Sexy Shake von Rodrigezz und Yankoo alleine ebenfalls von 2011. Das offizielle Musikvideo wurde am 15. März 2012 auf den offiziellen YouTube-Kanal von Kontor Records hochgeladen. Zu Beginn des Videos sieht man einen Mann, der sich nach Schluss seiner Arbeit noch in der Firma befindet, zum Computer geht und dort das Lied Shake 3x startet. Der Computerbildschirm wird vergrößert und ein Sofa ist zu sehen, auf dem Rodrigezz und Yankoo sitzen. Auf der Lehne sind mehrere hübsche Frauen zu sehen. Antoine steht im Hintergrund an einem DJ-Pult. In einer weiteren Szene ist auch Rene Rodrigezz am Mischpult zu sehen. Dann beginnt der Instrumentalparts übertönt ein Lautes Scheppern den Beat. Erschrocken dreht sich MC Yankoo zur Seite. Knapp neben ihm ist etwas Zerbrechliches aufgeschlagen. Entsetzt guckt er nach oben. Wie von der Musik hypnotisiert tanzt ein für den Dreh verantwortlicher Mitarbeiter albern auf der Leiter. Auch alle anderen Angestellten. Regisseur, Mikrofonhalter und Kameramann bewegen ihre Hüfte zum Beat. Dies passiert das ganze Video über. Immer werden andere Personen gezeigt dies ihre Hüfte zum Takt bewegen. Zudem wird ein kleiner Mann gezeigt, der versucht, an das Mikrofon zu kommen und immer hoch springt, um an dies zu gelangen. Doch der dafür zuständige hält es immer höher. Zudem wird zum Ende hin ein alter Mann mit weißem Bart und Haaren hinterm Mischpult gezeigt. Dann ist das Video zu Ende und es wird wieder der Mann aus dem Büro gezeigt wie auch er, wie benommen seine Hüfte zum Beat bewegt. Kurz vor Ende wird auch eine sich zum Takt schüttelnde Uhr gezeigt. Der Song konnte bereits als Album-Track in die Österreichischen Charts einsteigen. Dort erreichte er Platz 31. In Deutschland stieg Shake 3x auf Platz 63 ein.

#### Broadway

Single-Cover von Broadway

Broadway war die sechste und letzte Single aus dem Album. Sie erschien am 14. September 2012. Die Vocals wurden von Maurizio Pozzi alias Maury gesungen. Als Feature wurde allerdings nur Mad Mark angegeben. Das Musikvideo erschien bereits zwei Tage vor der Single-Veröffentlichung. Als Single-Version wurde eine Neuaufnahme, eine 2K12-Version verwendet. Es gab keinen offiziellen Video-Dreh, da es lediglich aus Live-Auftritten von Antoine zusammengeschnitten wurde. Es beginnt mit einem Flugzeug und einem Motorboot in dem DJ Antoine sitzt. Dann werden einige ruhige Szenen verschiedener DJ Antoine-Konzerte gezeigt. Zu Beginn des Beats wird gezeigt wie das Publikum ausflippt. Es gibt mehrere Szenenwechsel. Es Endet mit Antoine, wie er sich mit einer Kamera in einen Pool fallen lässt. Es wurde der Single-Auskopplung, die den geringsten Erfolg einspielte. Sie erreichte nur die deutschen Charts und dort für zwei Wochen Platz 94.

### iTunes-Singles
Am 26. August erschienen auf iTunes etliche Songs des Albums als Ein-Track-Single. Das heißt, der Titel wurde vom Album als einzelner Track bei iTunes zum Download freigestellt. Das Cover wurde vom Album verwendet. Jedoch steht dort anstatt Welcome to DJ Antoine der Name des Liedes, sowie die Gastmusiker, falls vorhanden. Als iTunes-Single veröffentlicht wurden:
- Amanama [Money] (DJ Antoine vs. Mad Mark Radio Edit) (vs. Timati)
- Sunlight (Radio Edit) (feat. Tom Dice)
- Ma Chérie (Remady Radio Edit) (feat. The Beat Shakers)
- Broadway (Radio Edit) (vs. Mad Mark)
- I’m On You (DJ Antoine vs. Mad Mark Re-Construction) (mit Timati, P. Diddy & Dirty Money)
- Shake 3x (Radio Edit) (vs. Rene Rodrigezz feat. MC Yankoo)
- Megamix (Kurzfassung des Deluxe Megamixes der Welcome to DJ Antoine Remixed) Enthält:
  - Welcome to St. Tropez (US-Version mit T-Pain)
  - Shake 3x (A-cappella) & Organs Groove (Instrumental)
  - Ma Chérie (DJ Antoine vs. Mad Mark 2k12 Remix)

## Titelliste

Album-Cover der 2011-Version

| #   | Titel                                                      | Gastmusiker                             | Länge |
| CD1 | CD1                                                        | CD1                                     | CD1   |
| --- | ---------------------------------------------------------- | --------------------------------------- | ----- |
| 1   | Welcome to St. Tropez (DJ Antoine vs. Mad Mark Radio Edit) | vs. Timati feat. Kalenna                | 3:15  |
| 2   | Sunlight (DJ Antoine vs. Mad Mark Radio Edit)              | feat. Tom Dice                          | 3:02  |
| 3   | I’m On You (DJ Antoine vs. Mad Mark Re-Construction)       | mit Timati, P. Diddy & Dirty Money      | 4:06  |
| 4   | This Time (DJ Antoine vs. Mad Mark 2K12 Radio Edit)        | Vocals by Manu-L & Myron                | 3:12  |
| 5   | Ma Chérie (Remady Edit)                                    | feat. The Beat Shakers; Vocals by Angel | 3:27  |
| 6   | Live It Alive (Radio Edit)                                 | vs. Mad Mark & Scotty G                 | 3:10  |
| 7   | Broadway (Radio Edit)                                      | Vocals by Maury                         | 3:20  |
| 8   | Shake 3x (Radio Edit)                                      | vs. Rene Rodrigezz feat. MC Yankoo      | 3:05  |
| 9   | Song to the Sea (DJ Antoine vs. Mad Mark Re-Construction)  | vs. Mad Mark feat. James Gruntz         | 3:37  |
| 10  | Bleu Infinity (Radio Edit)                                 | feat. Michael von der Heide             | 3:40  |
| 11  | Happy Birthday (Deluxe Edit)                               | feat. Timati & Scotty G                 | 5:49  |
| 12  | Paris Paris (Radio Edit)                                   | feat. Juiceppe                          | 3:04  |
| 13  | I’m a Junkie (Radio Edit)                                  | Vocals by Marina                        | 3:37  |
| 14  | When the Rain Has Gone (Original Radio Edit)               | Vocals by Sandman                       | 3:18  |
| 15  | Margarita (DJ Antoine vs. Mad Mark Radio Edit)             | mit DJ Smash; Vocals by Maury           | 3:20  |
| 16  | Amanama [Money] (DJ Antoine vs. Mad Mark Deluxe Edition)   | vs. Timati                              | 4:17  |
| 17  | Over the Rainbow (DJ Antoine vs. Mad Mark Radio Edit)      | pres. Tyla Durdan                       | 3:16  |
| 18  | Come Baby Come (Radio Edit)                                | vs. Mad Mark feat. Scotty G             | 3:46  |
| 19  | Welcome to St. Tropez (Houseshaker Radio Edit)             | vs. Timati feat. Kalenna                | 3:20  |
| CD2 |                                                            |                                         |       |
| 1   | Sunlight (Original Mix)                                    | feat. Tom Dice                          | 3:24  |
| 2   | Live It Alive (Original Mix)                               | feat. Scotty G                          | 4:15  |
| 3   | Shake 3x (Original Mix)                                    | vs. Rene Rodrigezz feat. MC Yankoo      | 3:31  |
| 4   | Song to the Sea (DJ Antoine vs. Mad Mark Re-Construction)  | feat. James Gruntz                      | 3:58  |
| 5   | I’m On You (DJ Antoine vs. Mad Mark Video Re-Construction) | mit Timati, P. Diddy & Dirty Money      | 4:50  |
| 6   | Broadway (Original Mix)                                    | Vocals by Maury                         | 4:50  |
| 7   | Bleu Infini (Original Mix)                                 | feat. Michael von der Heide             | 3:52  |
| 8   | Happy Birthday (Original Mix)                              | feat. Timati & Scotty G                 | 5:31  |
| 9   | Paris, Paris (Original Mix)                                | feat. Juiceppe                          | 3:40  |
| 10  | Margarita (DJ Antoine vs. Mad Mark Original Mix)           | Vocals by Sandman                       | 3:26  |
| 11  | Amanama [Money] (DJ Antoine vs. Mad Mark Original Mix)     | vs. Timati                              | 4:54  |
| 12  | Hard to Get (Original Mix)                                 | Vocals by Summer Eguchi                 | 3:51  |
| 13  | The Way We Are (DJ Antoine vs. Mad Mark Remix)             | Remady feat. Manu-L                     | 2:39  |
| 14  | Come Baby Come (Original Mix)                              | feat. Scotty G                          | 4:22  |
| 15  | In and Out (Original Mix)                                  | Vocals by Maury                         | 3:45  |
| 16  | Over the Rainbow (DJ Antone vs. Mad Mark Original Mix)     | pres. Tyla Durdan                       | 3:15  |
| 17  | I Feel (Original Mix)                                      | mit Remady; Vocals by Maury             | 3:39  |
| 18  | Bagpipe (DJ Antoine vs. Mad Mark Instrumental Mix)         | Instrumental zu Sunlight feat. Tom Dice | 3:15  |
| 19  | Gägenwart (DJ Antoine vs. Mad Mark Re-Construction)        | feat. Brig MC                           | 4:59  |
| 20  | Welcome to St. Tropez (DJ Antoine vs. Mad Mark Radio Edit) | vs. Timati feat. Kalenna                | 3:14  |
| CD3 |                                                            |                                         |       |
| 1   | Ma Chérie (Houseshaker Extended Mix)                       | feat. The Beat Shakers; Vocals by Angel | 4:14  |
| 2   | This Time (Klaas Mix)                                      | Vocals by Manu-L & Myron                | 4:18  |
| 3   | Move On Baby(Christopher S Mix)                            | Remastered by Mike Candys               | 4:46  |
| 4   | La La(Original Mix)                                        | Vocals by Scotty Granger                | 4:52  |
| 5   | Organs Groove (DJ Antoine vs. Mad Mark & Clubzound Mix)    | Clubzound                               | 3:57  |
| 6   | In My Dreams (DJ Antoine vs. Mad Mark Attack Mix)          | Vocals by Martin Diesen                 | 5:03  |
| 7   | When the Rain Has Gone (The Groove Guys Piano Rework)      | Vocals by Angel                         | 4:15  |
| 8   | WOW (Original Mix)                                         | Instrumental                            | 4:03  |
| 9   | Life’s a Bitch (Original Mix)                              | Vocals by Angel                         | 3:49  |
| 10  | Holla (DJ Antoine vs. Mad Mark Mix)                        | mit Scotty G                            | 5:48  |
| 11  | All We Need (The House Moguls Reix)                        | Vocals by Morris & Pablo                | 5:01  |
| 12  | Underneath (Original Mix)                                  | Vocals by Manu-L                        | 4:30  |
| 13  | One Day, One Night (Original Mix)                          | feat. MISH                              | 4:29  |
| 14  | December (Original Mix)                                    | Vocals by Fabrizio Levita               | 4:15  |
| 15  | We (Original Mix)                                          | feat. Jon Junior                        | 5:22  |
| 16  | Sonique (The Groove Guys Remix)                            | Instrumental                            | 4:16  |
| 17  | To the Top (Steelfish Mix)                                 | mit Mr. Mike                            | 4:30  |
| 18  | Black Berry [Oh Oh Oh Oh] (Original Mix)                   | feat. Juiceppe                          | 3:13  |